# Rétiho hra
Rétiho hra, případně též Rétiho systém či Zukertortova hra je šachové zahájení, které charakterizuje tah 1. Jf3. Nese jméno československého šachisty Richarda Rétiho, který je použil roku 1924 při utkání s tehdejším mistrem světa José Raúlem Capablancou, partie nakonec skončila Rétiho vítězstvím, samotné zahájení však do praxe uvedl již roku 1923. Encyklopedie šachových zahájení (ECO) tomuto zahájení přiřazuje kódy A04–A09.

## Obvyklé varianty
Jednotlivé varianty mají příslušné označení kódem (A04–A09), některá postavení Rétiho hry mohou přejít do jiných zahájení, např. různých variant dámského gambitu či sicilské obrany.
- 1. … Jf6 (A05)
- 1. … d5 (A06)
  - 1. … 2. g3 (královský indický útok, A07)
    - 2. … c5 3. Sg2 (královský indický útok, A08)

  - … 2. c4 (A09)
- 1. … jiné odpovědi (A04)